# برتراند ادوارد داوسون
برتراند ادوارد داوسون (انگلیسی: Bertrand Dawson; ۹ مارس ۱۸۶۴ – ۷ مارس ۱۹۴۵) نظامی و پزشک اهل بریتانیا بود. وی بین سال‌های ۱۸۹۰ تا ۱۹۴۴ میلادی فعالیت می‌کرد.